# Косиці
Коси́ці — село в Україні, у Ратнівській селищній громаді Ковельського району Волинської області. Населення становить 11 осіб.

## Географія
На північній околиці пролягає автошлях Т 0304

## Історія
12 червня 2020 року, відповідно до розпорядження Кабінету Міністрів України № 708-р «Про визначення адміністративних центрів та затвердження територій територіальних громад Волинської області», увійшло до складу Ратнівської селищної територіальної громади.
19 липня 2020 року, в результаті адміністративно-територіальної реформи та ліквідації Ратнівського району, село увійшло до новоутвореного Ковельського району.

## Населення
Згідно з переписом УРСР 1989 року чисельність наявного населення села становила 8 осіб, з яких 3 чоловіки та 5 жінок.
За переписом населення України 2001 року в селі мешкало 11 осіб. 100 % населення вказало своєю рідною мовою українську мову.